# 黃運泰
黄运泰（？—？），字仲升，号际云，河南歸德府永城縣人。明朝政治人物、進士出身。

## 生平
万历十年（1582年）壬午举于乡，十七年己丑成进士。兵部觀政，初授陝西凤翔府推官，识决明允，御史常令随行，遇疑狱即令判决，萬曆二十三年（1595年）以卓异擢户科给事中，次年因建言立储，被削藉为民。家居時開闢黄门书院，读书教学其中，歴二十五年如一日。
泰昌帝立，起用为光禄寺少卿，天啓元年（1621年）二月升應天府府丞，二年升大理寺右少卿，三年升太仆寺正卿，五年升户部右侍郎、巡抚督饷天津，六年升左侍郎，本年十二月升户部尚書，仍旧督理辽饷，七年八月以宁锦大捷，加太子太傅，蔭一子为锦衣卫。崇祯继位，以阉党被革职为民，膺寿八十八终。

## 家族
曾祖黄爵。祖黄臻。父黄卷，廪生。
几个兒子皆有文名，长子黃養正，登己未科進士，未仕而卒。次子黄养元，字玉又。孫黄天柱，字大千，號崑峒，候选州同